# Čiflik (Želino)
Čiflik (makedonsky: Чифлик, albánsky: Çiflik) je vesnice v Severní Makedonii. Nachází se v opštině Želino v Položském regionu.

## Geografie
Čiflik se nachází v oblasti Položská kotlina. Leží na horním toku řeky Suvodolica, na severních svazích hory Suva Gora.

## Historie
Podle záznamů Vasila Kančova z roku 1900 žilo ve vesnici 190 muslimských Albánců.

## Demografie
Podle sčítání lidu z roku 2021 žije ve vesnici 1 033 obyvatel, většina se hlásí k albánské národnosti.
| Rok          | 1900 | 1929 | 1948 | 1953 | 1961 | 1971 | 1981 | 1994 | 2002 | 2021 |
| ------------ | ---- | ---- | ---- | ---- | ---- | ---- | ---- | ---- | ---- | ---- |
| Obyvatelstvo | 190  | 320  | 440  | 468  | 510  | 670  | 854  | 1063 | 1180 | 1033 |